# Izabo
Izabo (ивр. איזבו‎) — израильская инди-рок-группа, представители Израиля на конкурсе песни Евровидение 2012.
Группа была образована в 1989 году в городе Петах-Тиква. Дебютный альбом «Fun Makers» был выпущен в конце 2003 года, и был положительно встречен рядом музыкальных критиков. Ряд песен Izabo стали радиохитами; в России группа, в частности, известна по песне «On my way», записанной в 2010 году.
7 февраля 2012 года музыканты были выбраны закрытым отбором, чтобы представить свою страну на конкурсе Евровидение, который прошёл в Баку. Конкурсная композиция «Time» была исполнена в первом полуфинале. Группа не смогла набрать достаточное число голосов для выступления в финале конкурса.

## Дискография
- Fun Makers (2003)
- Super Light (2008)